# غليندورا (كاليفورنيا)
غليندورا (بالإنجليزية: Glendora)‏ هي إحدى مدن مقاطعة لوس أنجليس، كاليفورنيا. تم إعطاءها لقب مدينة في 13 نوفمبر، 1911.

## التركيبة السكانية
حدّد مكتب تعداد الولايات المتحدة بيانات التركيبة السكانية لغليندورا في تعداد الولايات المتحدة. في ما يلي، التركيبة السكانية حسب تعدادي 2000 و2010.

### تعداد عام 2000
بلغ عدد سكان غليندورا 49,415 نسمة بحسب تعداد عام 2000، وبلغ عدد الأسر 16,819 أسرة وعدد العائلات 12,861 عائلة مقيمة في المدينة. في حين سجلت الكثافة السكانية 970.4 نسمة لكل كيلومتر مربع (2,513.3/ميل2). وبلغ عدد الوحدات السكنية 17,145 وحدة بمتوسط كثافة قدره 336.7 لكل كيلومتر مربع (872.0/ميل2).
وتوزع التركيب العرقي للمدينة بنسبة 80.30% من البيض و1.50% من الأمريكيين الأفارقة و0.65% من الأمريكيين الأصليين و6.20% من الأمريكيين ذوي الأصول الآسيوية و0.08% من سكان جزر المحيط الهادئ و7.24% من الأعراق الأخرى و4.03% من عرقين مختلطين أو أكثر و21.73% من الهسبانيون أو اللاتينيون من أي عرق.
بلغ عدد الأسر 16,819 أسرة كانت نسبة 42.2% منها لديها أطفال تحت سن الثامنة عشر تعيش معهم، وبلغت نسبة الأزواج القاطنين مع بعضهم البعض 60.1% من أصل المجموع الكلي للأسر، ونسبة 12.1% من الأسر كان لديها معيلات من الإناث دون وجود شريك، بينما كانت نسبة 4.2% من الأسر لديها معيلون من الذكور دون وجود شريكة وكانت نسبة 23.5% من غير العائلات. تألفت نسبة 19.1% من أصل جميع الأسر من عدة أفراد يعيشون في نفس المنزل ونسبة 7.9% كانت تتألف من شخص يعيش بمفرده يبلغ من العمر 65 عاماً أو أكثر. وبلغ متوسط حجم الأسرة المعيشية 2.88، أما متوسط حجم العائلات فبلغ 3.30.
بلغ العمر الوسطي للسكان 36.9 عاماً. وكانت نسبة 27.6% من القاطنين تحت سن الثامنة عشر، وكانت نسبة 7.5% بين الثامنة عشر والرابعة والعشرين عاماً، ونسبة 28.8% كانت واقعةً في الفئة العمرية ما بين الخامسة والعشرين والرابعة والأربعين عاماً، ونسبة 22.9% كانت ما بين الخامسة والأربعين والرابعة والستين، ونسبة 11.3% كانت ضمن فئة الخامسة والستين عاماً فما فوق. يوجد لكل 100 أنثى 93.6 ذكر، ويوجد لكل 100 أنثى في الثامنة عشر من عمرها فما فوق 90.1 ذكر.
بلغ متوسط دخل الأسرة في المدينة 60,013 دولارًا، أما متوسط دخل العائلة فبلغ 66,674 دولارًا. وكان متوسط دخل الذكور 49,548 دولارًا مقابل 35,062 دولارًا للإناث. وسجل دخل الفرد الخاص بالمدينة 25,993 دولارًا. وكانت نسبة 3.9% من العائلات ونسبة 5.9% من السكان تحت خط الفقر، وكان من هؤلاء نسبة 7.1% تحت سن الثامنة عشر ونسبة 5% في الخامسة والستين من العمر وما فوق.

### تعداد عام 2010
بلغ عدد سكان غليندورا 50,073 نسمة بحسب تعداد عام 2010، وبلغ عدد الأسر 17,141 أسرة وعدد العائلات 13,014 عائلة مقيمة في المدينة. في حين سجلت الكثافة السكانية 983.4 نسمة لكل كيلومتر مربع (2,547.0/ميل2). وبلغ عدد الوحدات السكنية 17,778 وحدة بمتوسط كثافة قدره 349.1 لكل كيلومتر مربع (904.2/ميل2).
وتوزع التركيب العرقي للمدينة بنسبة 75.05% من البيض و1.86% من الأمريكيين الأفارقة و0.69% من الأمريكيين الأصليين و7.99% من الأمريكيين ذوي الأصول الآسيوية و0.10% من سكان جزر المحيط الهادئ و9.50% من الأعراق الأخرى و4.81% من عرقين مختلطين أو أكثر و30.65% من الهسبانيون أو اللاتينيون من أي عرق.
بلغ عدد الأسر 17,141 أسرة كانت نسبة 37.5% منها لديها أطفال تحت سن الثامنة عشر تعيش معهم، وبلغت نسبة الأزواج القاطنين مع بعضهم البعض 57.5% من أصل المجموع الكلي للأسر، ونسبة 13.3% من الأسر كان لديها معيلات من الإناث دون وجود شريك، بينما كانت نسبة 5.2% من الأسر لديها معيلون من الذكور دون وجود شريكة وكانت نسبة 24.1% من غير العائلات. تألفت نسبة 19% من أصل جميع الأسر من عدة أفراد يعيشون في نفس المنزل ونسبة 8.3% كانت تتألف من شخص يعيش بمفرده يبلغ من العمر 65 عاماً أو أكثر. وبلغ متوسط حجم الأسرة المعيشية 2.88، أما متوسط حجم العائلات فبلغ 3.28.
بلغ العمر الوسطي للسكان 40.2 عاماً. وكانت نسبة 23.5% من القاطنين تحت سن الثامنة عشر، وكانت نسبة 9.8% بين الثامنة عشر والرابعة والعشرين عاماً، ونسبة 23.6% كانت واقعةً في الفئة العمرية ما بين الخامسة والعشرين والرابعة والأربعين عاماً، ونسبة 28.9% كانت ما بين الخامسة والأربعين والرابعة والستين، ونسبة 14.1% كانت ضمن فئة الخامسة والستين عاماً فما فوق. وتوزع التركيب الجنسي للسكان بنسبة 48.4% ذكور و51.6% إناث.

## المناخ
يظهر الجدول التالي التغييرات المناخية على مدار السنة لغليندورا:
| البيانات المناخية لـغليندورا      | البيانات المناخية لـغليندورا | البيانات المناخية لـغليندورا | البيانات المناخية لـغليندورا | البيانات المناخية لـغليندورا | البيانات المناخية لـغليندورا | البيانات المناخية لـغليندورا | البيانات المناخية لـغليندورا | البيانات المناخية لـغليندورا | البيانات المناخية لـغليندورا | البيانات المناخية لـغليندورا | البيانات المناخية لـغليندورا | البيانات المناخية لـغليندورا | البيانات المناخية لـغليندورا |
| الشهر                             | يناير                        | فبراير                       | مارس                         | أبريل                        | مايو                         | يونيو                        | يوليو                        | أغسطس                        | سبتمبر                       | أكتوبر                       | نوفمبر                       | ديسمبر                       | المعدل السنوي                |
| --------------------------------- | ---------------------------- | ---------------------------- | ---------------------------- | ---------------------------- | ---------------------------- | ---------------------------- | ---------------------------- | ---------------------------- | ---------------------------- | ---------------------------- | ---------------------------- | ---------------------------- | ---------------------------- |
| متوسط درجة الحرارة الكبرى °ف (°م) | 68 (20)                      | 69 (21)                      | 71 (22)                      | 76 (24)                      | 79 (26)                      | 84 (29)                      | 90 (32)                      | 92 (33)                      | 89 (32)                      | 80 (27)                      | 74 (23)                      | 68 (20)                      | 78 (26)                      |
| متوسط درجة الحرارة الصغرى °ف (°م) | 43 (6)                       | 45 (7)                       | 47 (8)                       | 49 (9)                       | 54 (12)                      | 58 (14)                      | 62 (17)                      | 62 (17)                      | 60 (16)                      | 55 (13)                      | 47 (8)                       | 42 (6)                       | 52 (11)                      |
| الهطول إنش (مم)                   | 3.78 (96)                    | 4.76 (121)                   | 2.66 (68)                    | 1.20 (30)                    | .33 (8.4)                    | .09 (2.3)                    | .01 (0.25)                   | .03 (0.76)                   | .18 (4.6)                    | 1.05 (27)                    | 1.62 (41)                    | 2.45 (62)                    | 18.16 (461)                  |
| المصدر:                           |                              |                              |                              |                              |                              |                              |                              |                              |                              |                              |                              |                              |                              |

## توأمة
لغليندورا (كاليفورنيا) اتفاقيات توأمة مع كل من:
- ماردة
- موكا
- ماردة [الإنجليزية]‏

## أعلام
- جيك أرتيجا
- جاي جاي ديفيس
- كيسي ياكوبسن
- جولي سميث
- شون وتن
- جون غريني
- جورج ديكستر ويتكومب
- سالي راند
- يوجين إي. كامبل
- وودي سترود